# جورج هوسكينز
جورج هوسكينز (بالإنجليزية: George Hoskins) هو منافس ألعاب قوى نيوزيلندي، ولد في 25 سبتمبر 1928 في لور هوت في نيوزيلندا، وتوفي في 23 يناير 2000.

## وصلات خارجية
- جورج هوسكينز على موقع أوليمبيديا (الإنجليزية)
- جورج هوسكينز على موقع اللجنة الأولمبية النيوزيلندية (الإنجليزية)